# Hettange-Grande
 Hettange-Grande  es una población y comuna francesa, en la región de Lorena, departamento de Mosela, en el distrito de Thionville-Est y cantón de Cattenom.

## Demografía
| 4502 | 5037 | 5621 | 5786 | 5734 | 6356 |
| Para los censos de 1962 a 1999 la población legal corresponde a la población sin duplicidades (Fuente: INSEE [Consultar]) |      |      |      |      |      |